# 디온 부시코

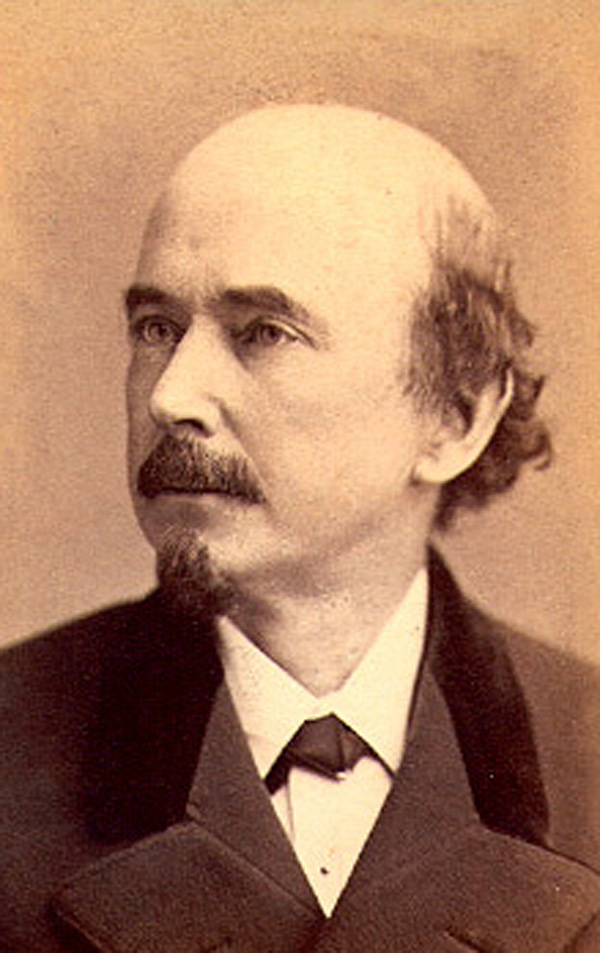

디온 부시코(Dion Boucicault, 본명: Dionysius Lardner "Dion" Boucicault, 1820년 12월 26일 ~ 1890년 9월 18일)는 아일랜드 더블린에서 태어난 배우이자 극작가다. 특히 멜로드라마로 유명세를 떨쳤다. 배우로 경력을 시작했으나 글쓰기에도 뛰어난 재능을 보였다. 기존 연극을 광범위하게 각색하고 수정하면서 상업적 성공을 이룬 부시코는 특히 희극, 로맨스, 소름 돋는 플롯이 가미된 멜로드라마에서 역량을 발휘했다. 또한 부시코는 더 사실적인 무대, 특수 효과, 무대 매커니즘 등에서 뛰어난 극적 혁신을 보여 주었다고 평가된다. 부시코의 치밀한 세부 묘사, 리얼리즘을 표방한 극작은 당시 연극 산업 전체에 지대한 영향을 끼쳤는데 그로 인해 연출 기준이 새롭게 확립될 정도였다. 1838년 첫 희곡 〈레즈비언 악마의 전설(A Legend of the Devil’s Dyke)〉(1838)이 브라이튼에서 초연된다. 3년 뒤 발표된 희극 〈런던 어슈런스(London Assurance)〉(1841)는 부시코에게 극작가로서 큰 성공을 안겨 준다. 이외에 사극 〈쇼륜(Shaughraun)〉(1874), 〈콜린 본(The Colleen Bawn)〉(1860) 역시 주목할 만하다. 부시코의 삶은 그의 희곡만큼이나 극적이었다고 전해진다. 여러 풍문에도 불구하고 극작가로서 성공했고 영국과 미국에서 어마어마한 인기를 끌었다. 탁월한 스토리텔링, 매력적인 등장인물, 사회 문제에 대한 통찰력 있는 관점 덕분이다. 부시코의 깊이 있고 폭넓은 주제 의식은 오늘날에도 다각도로 연구되고 있으며 그의 작품은 여전히 무대에서 가치를 발한다.

## 같이 보기
- 옥토룬 (희곡)